# William d'Aubigny, II conte di Arundel
William d'Aubigny, II conte di Arundel (circa 1138-1150 – 24 dicembre 1193), chiamato anche William de Albini III, era figlio di William d'Aubigny, I conte di Arundel e Adeliza di Lovanio, vedova di Enrico I d'Inghilterra.
Nel 1176/7 William fu creato conte del Sussex e nel 1190 ereditò la contea di Arundel. Nel 1191 risulta detenere l'ufficio di Custos rotulorum del castello di Windsor e probabilmente fu uno tra gli incaricati di raccogliere il denaro per pagare il riscatto di re Riccardo I, sebbene morì prima di assistere alla liberazione del re (avvenuta nel 1194).
William sposò Matilda (o Maud) de St. Hilary e, tra i vari figli, ebbero William, il futuro 3º conte. È possibile che la figlia Matilda abbia sposato William di Warenne, 5º conte di Surrey, ma che sia morta giovane senza avere figli.
È sepolto nell'abbazia di Wymondham.